# Schwaderloch
Schwaderloch es una comuna suiza del cantón de Argovia, situada en el distrito de Laufenburgo. Limita al oeste y norte con la comuna de Albbruck (DE-BW), al este con Leibstadt, y al sur con Mettauertal.

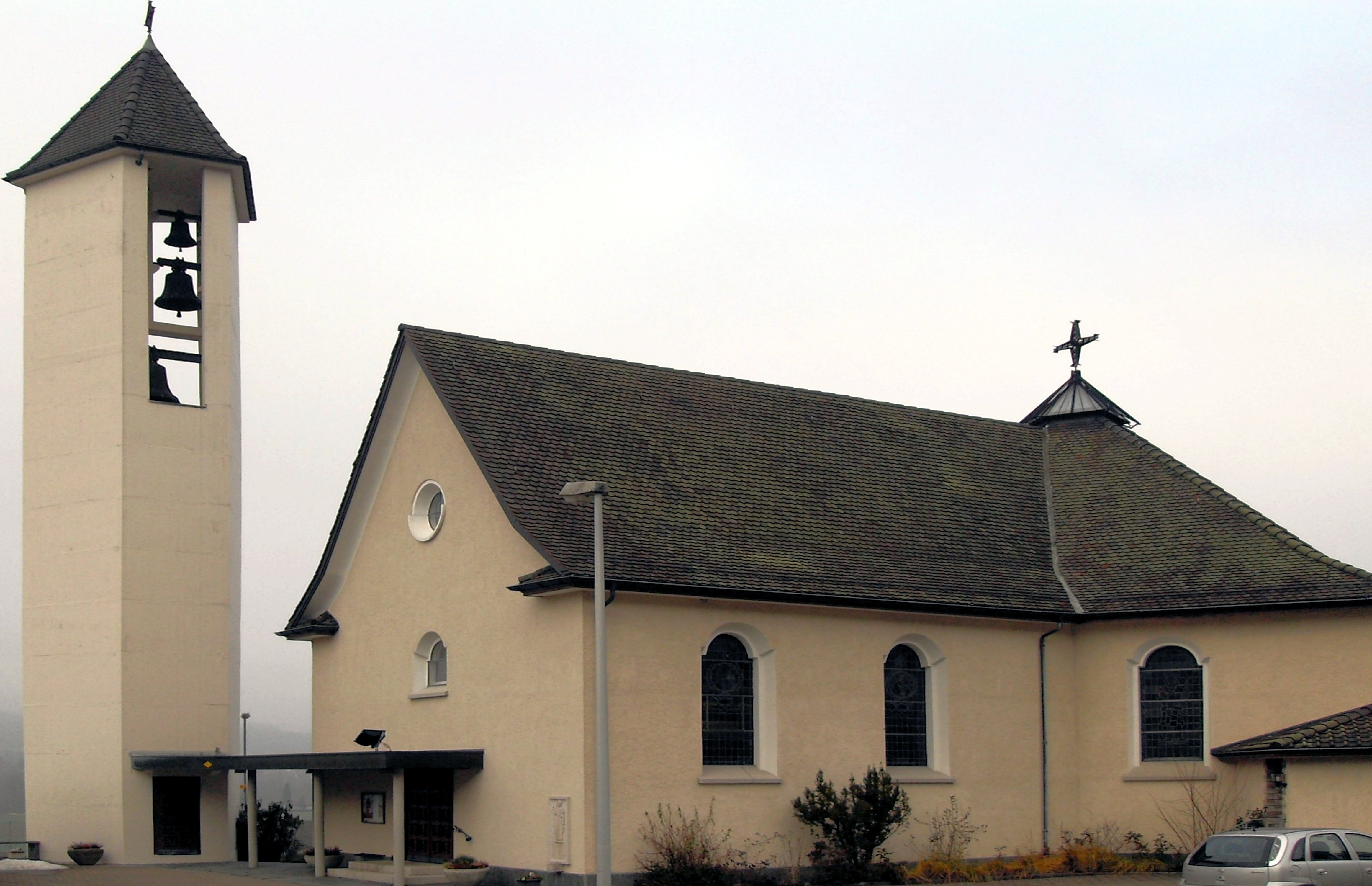
Capilla en Schwaderloch.